# Локербі
Ло́кербі (англ. Lockerbie; шотл. гел. Locarbaidh) — місто області Дамфріс і Галловей, що знаходиться в південно-західній частині Шотландії. Локербі розташоване приблизно за 121 км від Глазго та за 32 км від кордону з Англією.
Місто стало відоме світові через терористичний акт, що стався 21 грудня 1988 року.